# Iproniazid
Iproniazid ist ein als Antidepressivum verwendetes Hydrazinderivat. Es ist ein irreversibler nichtselektiver Hemmer der Monoaminooxidase (MAO-Hemmer). Auch wenn es in den meisten Teilen der Welt mittlerweile kaum noch eingesetzt wird, wird es in Frankreich noch angewendet.

## Geschichte
Iproniazid war das erste vermarktete Antidepressivum überhaupt. Ursprünglich jedoch wurde es als Mittel gegen die Tuberkulose entwickelt. 1952 wurden seine antidepressiven Eigenschaften entdeckt, als die Forscher feststellten, dass die mit Iproniazid behandelten Patienten „ungewöhnlich fröhlich“ wurden. 1958 wurde es dann als Antidepressivum zugelassen, doch schon 1961 wieder vom Markt genommen, nachdem Fälle von Hepatitis auftraten, und durch weniger lebertoxische Substanzen wie Isocarboxazid, Phenelzin und Tranylcypromin ersetzt. Ein wichtiger Forscher auf dem Gebiet der ersten Antidepressiva in den USA war Nathan S. Kline.